# طقسوس باكستاني
طقسوس باكستاني (الاسم العلمي:Taxus fuana) (بالإنجليزية: Pakistani yew)‏ هو نوع من النباتات يتبع جنس الطقسوس من الفصيلة الطقسوسية.